# Officer Down
Pour plus de détails, voir Fiche technique et Distribution.
Officer Down est un film policier américain réalisé par Brian A. Miller, sorti en 2013.

## Synopsis
L'inspecteur David Callahan est un flic ripou mêlé à des histoires de trafic. Un jour, il se fait tirer lors d'un coup qui se termine mal et il est laissé pour mort. Mais un bon samaritain lui sauve la vie et disparaît. Quelque temps plus tard, alors que Callahan a décidé de redevenir un bon flic revenu dans le droit chemin, celui qui l'a sauvé revient dans sa vie et lui demande d'enquêter sur des meurtres de jeunes strip-teaseuses. A la quête d'une rédemption, Callahan accepte de rechercher le tueur.

## Fiche technique
- Titre : Officer Down
- Réalisation : Brian A. Miller
- Scénario : John Chase
- Photographie : Ryan Samul
- Montage : Bob Mori
- Musique : Jerome Dillon
- Production : Jeff Most, Jeff Rice et Mohammad Zahoor
- Sociétés de production : Anchor Bay Films et Tanarm Pictures
- Société de distribution : Anchor Bay Films
- Genre : Film policier
- Durée : 99 minutes
- Pays :  États-Unis
- Format : Couleurs
- Sortie : 
  -  États-Unis : 18 janvier 2013
  -  France : 7 septembre 2016 (VOD)

## Distribution
- Stephen Dorff : détective David « Cal » Callahan
- Dominic Purcell : Royce Walker
- AnnaLynne McCord : Zhanna Dronova
- David Boreanaz : détective Les Scanlon
- Soulja Boy : Rudy
- Stephen Lang : lieutenant Jake LaRussa
- James Woods : capitaine John Verona
- Elisabeth Röhm : Alexandra Callahan
- Walton Goggins : détective Nicholas Logue
- Tommy Flanagan : père Reddy
- Oleg Taktarov : Oleg Emelyanenko
- Johnny Messner : McAlister
- Kamaliya : Katya
- Bea Miller : Lanie Callahan
- AK Debris : James
- Misha Kuznetsov : Sergei Dronov

Version française dirigée par Juliette Nicolas au studio Plug-in (Casablanca), d'après une adaptation des dialogues de Romain Dietschi.